# Joseph Wild
Joseph Wild (* 2. September 1901 in Mühltal/Obb.; † 10. Juni 1993 in München) war ein deutscher Bäckermeister und Präsident des Zentralverbandes des Deutschen Handwerks.
Nach dem Besuch der Volks- und Berufsschule sowie einer privaten Handels- und Sprachenschule machte Wild während des Ersten Weltkriegs die Bäckerlehre in München und hielt sich von 1923 an acht Jahre lang in den Vereinigten Staaten von Amerika auf. Nach seiner Rückkehr eröffnete er 1931 eine eigene Bäckerei in München, 1934 wurde er Bäckermeister. Ab 1945 gehörte er den Vorständen der Bäcker-Innung München, des Aufsichtsrats der Bäckerkunstmühle und des Vorstands des Landesverbandes des Bäckerhandwerks an. Er war ferner Mitglied des Ausschusses für Wirtschaft und Arbeit in Frankfurt am Main, Mitbegründer und Bundesvorsitzender der Innungskrankenkassen. Von 1954 bis 1979 war er Präsident der Handwerkskammer für München und Oberbayern, von 1955 bis 1972 war er Präsident des Zentralverbandes des Deutschen Handwerks sowie Vorsitzender der Arbeitsgemeinschaft der bayerischen Handwerkskammern, außerdem war er Präsident des Deutschen Handwerkskammertages. 1965 wurde er zum Präsidenten der Internationalen Föderation des Handwerks gewählt, er saß zudem von 1958 bis 1962 im Wirtschafts- und Sozialausschuss der EWG in Brüssel. Von 1956 bis 1979 gehörte er dem Bayerischen Senat an, zuletzt als Alterspräsident.